# Tarachidia binocula
Tarachidia binocula är en fjärilsart som beskrevs av Augustus Radcliffe Grote 1875. Tarachidia binocula ingår i släktet Tarachidia och familjen nattflyn. Inga underarter finns listade i Catalogue of Life.